# Doris Akol
Pour les articles homonymes, voir Akol.
Doris Akol (née en 1970) est une avocate et haut fonctionnaire ougandaise. En décembre 2021, elle est nommée conseillère en assistance technique au Fonds monétaire international, à Washington, DC, aux États-Unis. Avant cela, elle est associée au bureau de Dentons à Kampala. Elle est une ancienne commissaire générale de l'Autorité fiscale ougandaise (URA).

## Formation
Doris Akol fréquente l'école primaire de Nakasero. Pour ses études de niveau O, elle étudie au Mount Saint Mary's College Namagunga (en). Elle fréquente ensuite l'école secondaire de filles Nabisunsa (en) pour ses études de niveau A. Elle est titulaire d'un baccalauréat en droit (LLB), obtenu en 1993, de l'université Makerere, la plus ancienne et la plus grande université publique d'Ouganda. Elle est également titulaire d'un diplôme de troisième cycle en pratique du droit (Dip.Law.Pract.), obtenu au Law Development Center (en), à Kampala. Son diplôme en gestion financière (Dip.Fin.Mngmt.) est obtenu à l'Uganda Management Institute (en). Elle est titulaire d'une maîtrise en droit (LLM), obtenue à l'université Makerere. Son deuxième diplôme de maîtrise en droit est obtenu à l'université McGill au Canada en 2001. Elle est membre de l'Institut des secrétaires et administrateurs agréés (ICSA).

## Expérience professionnelle
Après avoir obtenu son diplôme du Law Development Center en 1994, elle passe un an chez PricewaterhouseCoopers, dans leurs bureaux de Kampala,. En 1995, elle rejoint l'Autorité fiscale ougandaise (en) (Uganda Revenue Authority, URA), en tant que Juriste. De 2012 à 2014, Doris Akol est commissaire aux services juridiques et aux affaires du conseil d'administration de l'Autorité fiscale ougandaise. À ce titre, elle exerce également les fonctions de secrétaire juridique de la société. En octobre 2014, elle est nommée commissaire générale à l'URA,,,,. Elle est nommée à ce poste par Maria Kiwanuka (en), alors ministre ougandaise des Finances, de la Planification et du Développement économique (en), le lundi 27 octobre 2014. Elle remplace Allen Kagina, qui prend sa retraite après deux mandats consécutifs de cinq ans à la tête de l'URA. Elle prend ses fonctions le 30 octobre 2014. Le 29 mars 2020, Akol est relevée de ses fonctions à l'URA et John Musinguzi Rujoki est nommé pour la remplacer,,,.
En décembre 2021, elle est nommée conseillère en assistance technique au Fonds monétaire international, à Washington, DC, aux États-Unis,.

## Prix et distinctions
En septembre 2018, Doris Akol reçoit le prix African Women in Leadership Award, décerné par l'African Virtuous Women Awards Organisation, lors d'une cérémonie organisée au Women Development Centre, à Abuja, la capitale du Nigeria, en reconnaissance de ses qualités et réalisations en matière de leadership,.
En mars 2018, Akol reçoit le prix d'excellence publique de la personne de l'année 2018, décerné par African Leadership Magazine, en reconnaissance de la contribution de son leadership à la croissance et au développement.